# Edirne ciğeri

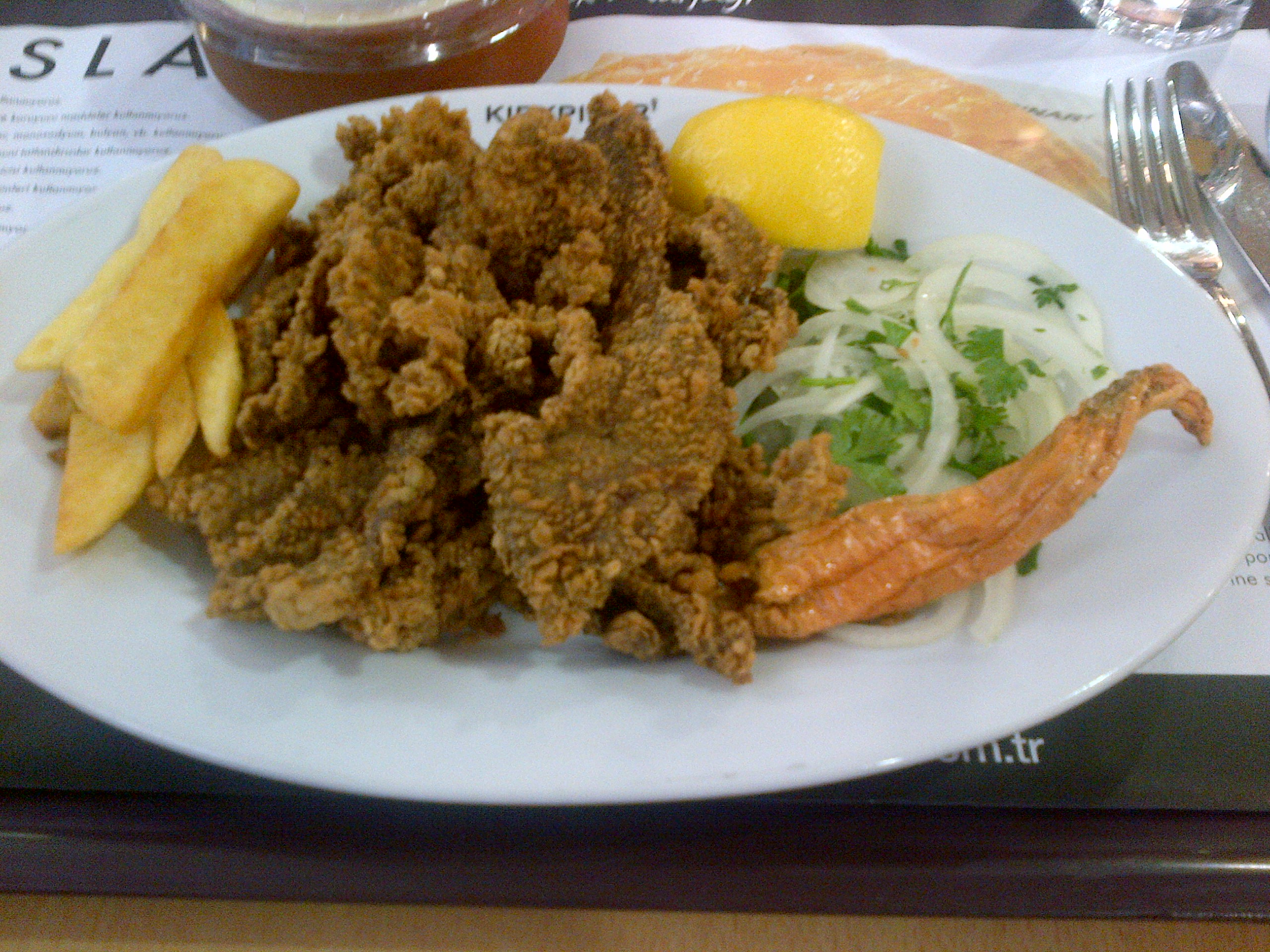
Typisk servering av lever i Ankara.

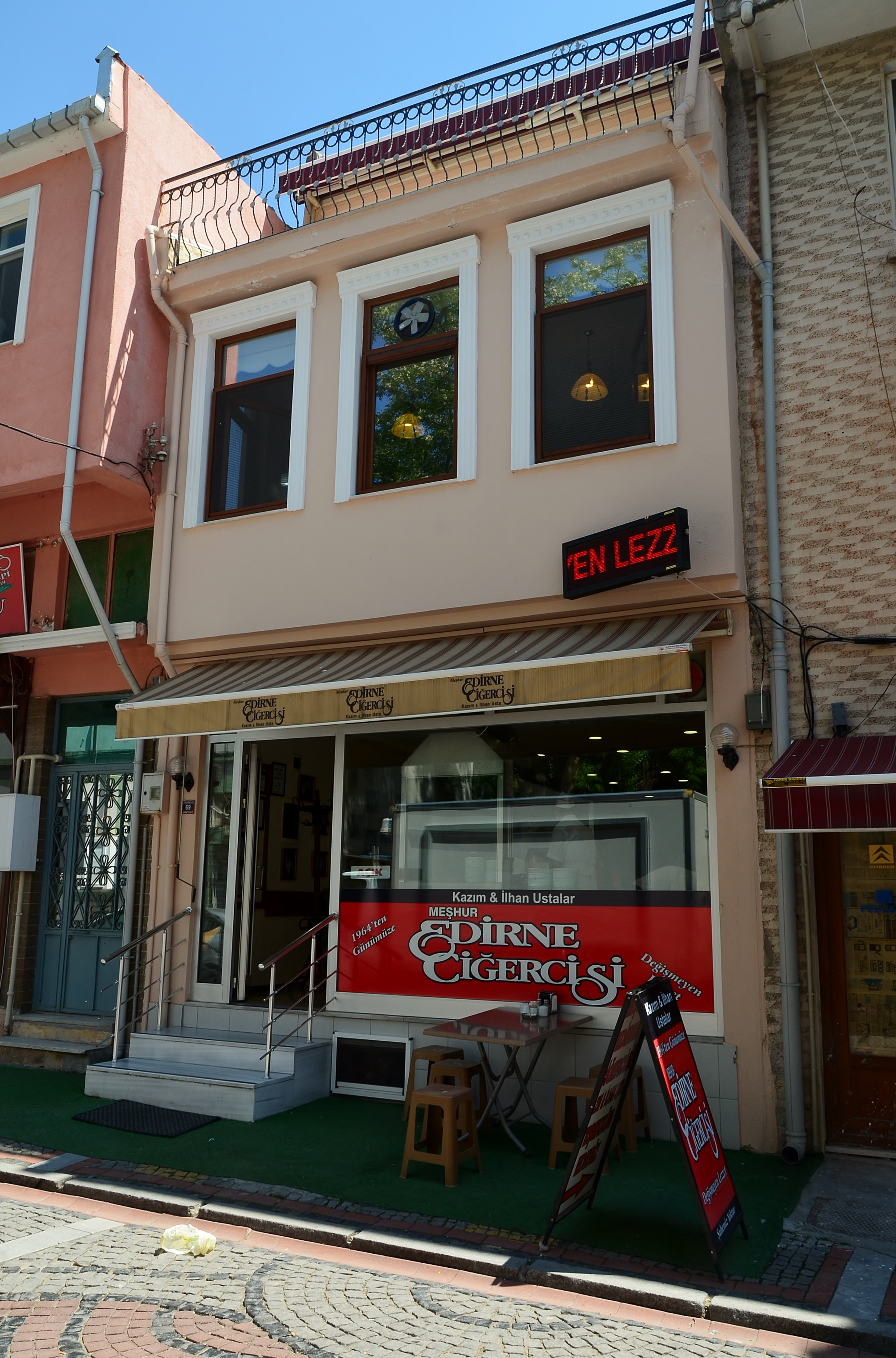
Meşhur Edirne Ciğercisi

Edirne ciğeri (av Edirne och ciğer som betyder lever) är en traditionell turkisk maträtt från Edirne i västra Turkiet vid gränsen mot Grekland och Bulgarien. Rätten består av tunna skivor av nötlever som steks i olja på hög temperatur för att få en krispig konsistens. Levern serveras ofta med bröd, skivad lök och chili. Ayran är en vanlig dryck till. Rätten är också känd som Tava ciğer.